# أراك مرة أخرى (أغنية ويز خليفة)
أراك مرة أخرى (بالإنجليزية: See You Again)‏ هي أغنية صدرت في 6 أبريل عام 2015 لمغني الراب الأمريكي ويز خلفية (بالإنجليزية:wiz khalifa) والمغني الأمريكي تشارلي بوث (بالإنجليزية:charlie puth) جاءت الأغنية كرسالة وفاء إلى الممثل الراحل بول ووكر. وقد حازت على عدد مشاهدات يفو ق 3.2 مليار مشاهدة. وقد احتلت هذه الاغنية المرتبة الأولى في قائمة أعلى نسبة مشاهدات في العالم حتى يوم 12 يناير 2017، حيث ظهرت أغنية ديسباسيتو واحتلت المركز الأول بعدد مشاهدات يقدر بأكثر من 4.7 مليار مشاهدة. ظهرت الأغنية بفيلم السرعة والغضب 7.